# Mémorial de Coudehard-Montormel
Het Mémorial de Coudehard-Montormel (of Mémorial de Montormel) is een historisch gedenkteken en museum in Mont-Ormel in Frankrijk, gewijd aan de slag om de Zak van Falaise, de laatste episode in de slag om Normandië.
De gedenkplaats ligt op de heuvel 262, waar op 21 augustus 1944 delen van het Duitse 7e leger werden afgesloten van de hoofdmacht. Op de top van de heuvel is een openluchtmonument, met uitzicht op de vallei waar de Dives stroomt en de vlakte waar de laatste gevechten van de slag plaatsvonden. Dit monument werd 1965 ingehuldigd op de twintigste verjaardag van de slag.
Naast dit monument ligt een museum, dat werd geopend op de vijftigste verjaardag van de slag. In het museum wordt aandacht besteed aan de laatste fase van de slag en met name de inzet van Poolse soldaten onder bevel van generaal Stanisław Maczek die de heuvel 262 bezet hielden. Aan de hand van films, foto’s en attributen uit die tijd wordt een beeld gegeven van de slag.

## Foto’s

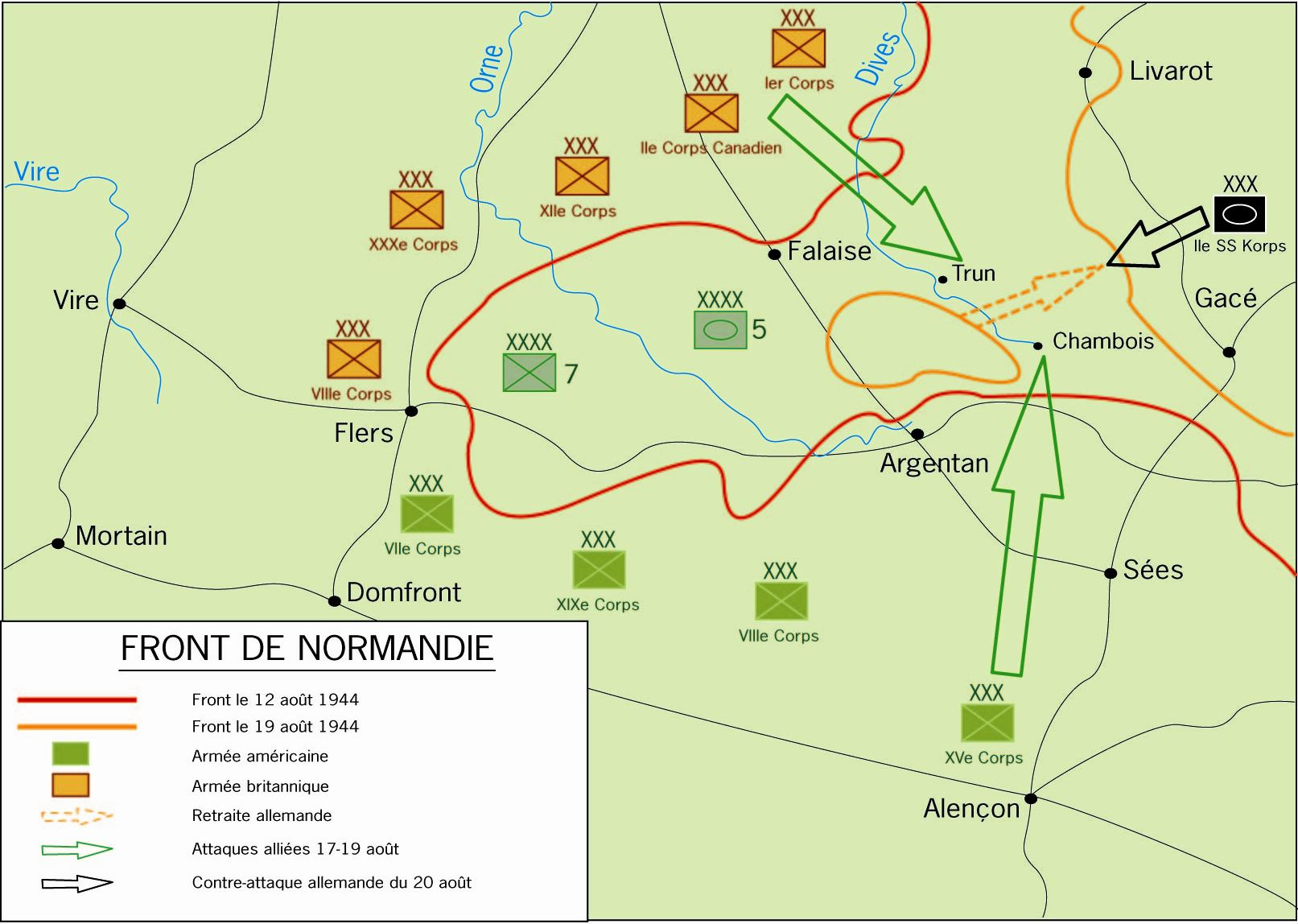
Kaart van de laatste fase slag, waar alle pijlen bij elkaar komen, ligt het gedenkteken en museum
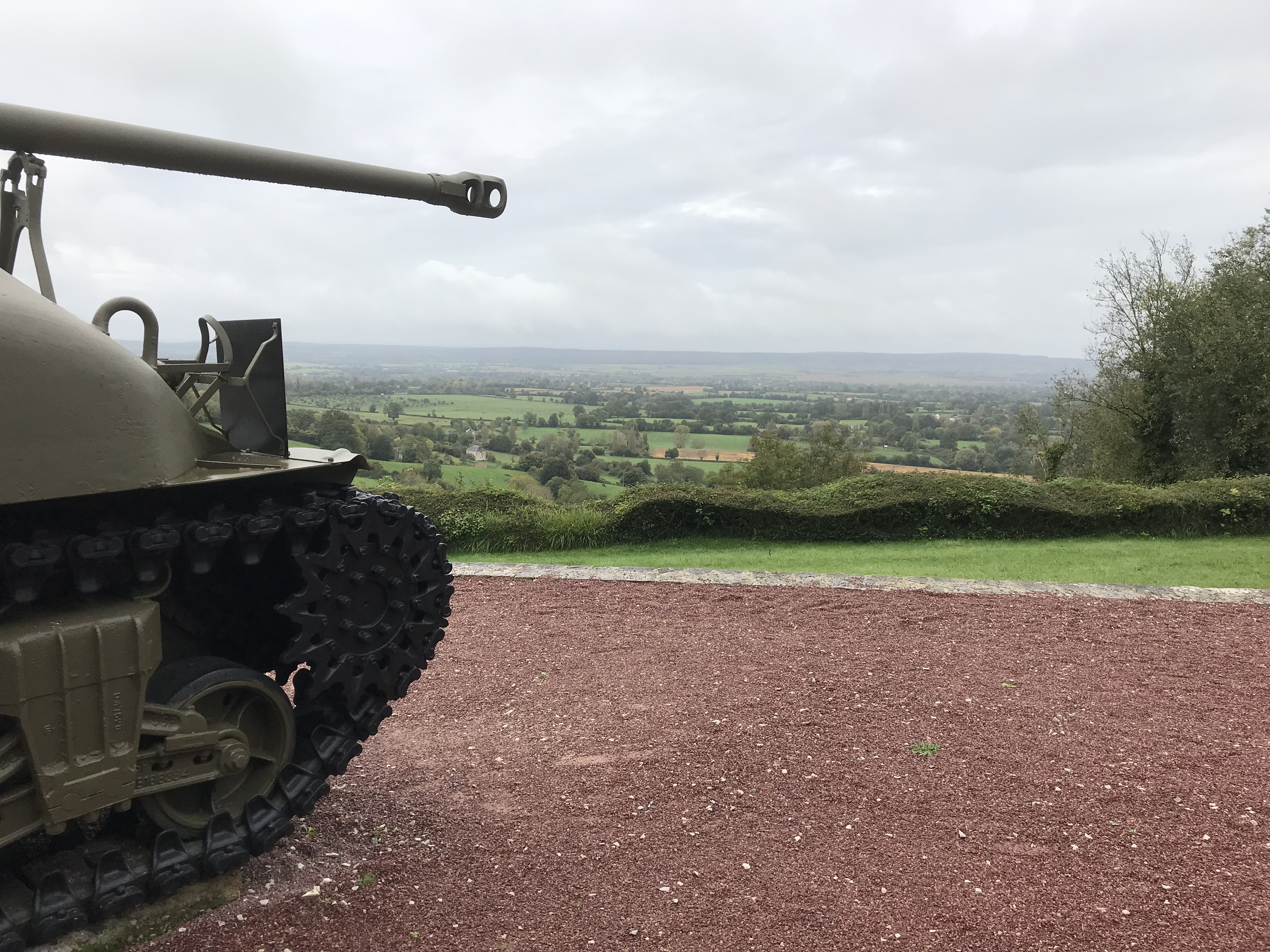
Zicht vanaf heuvel op vallei
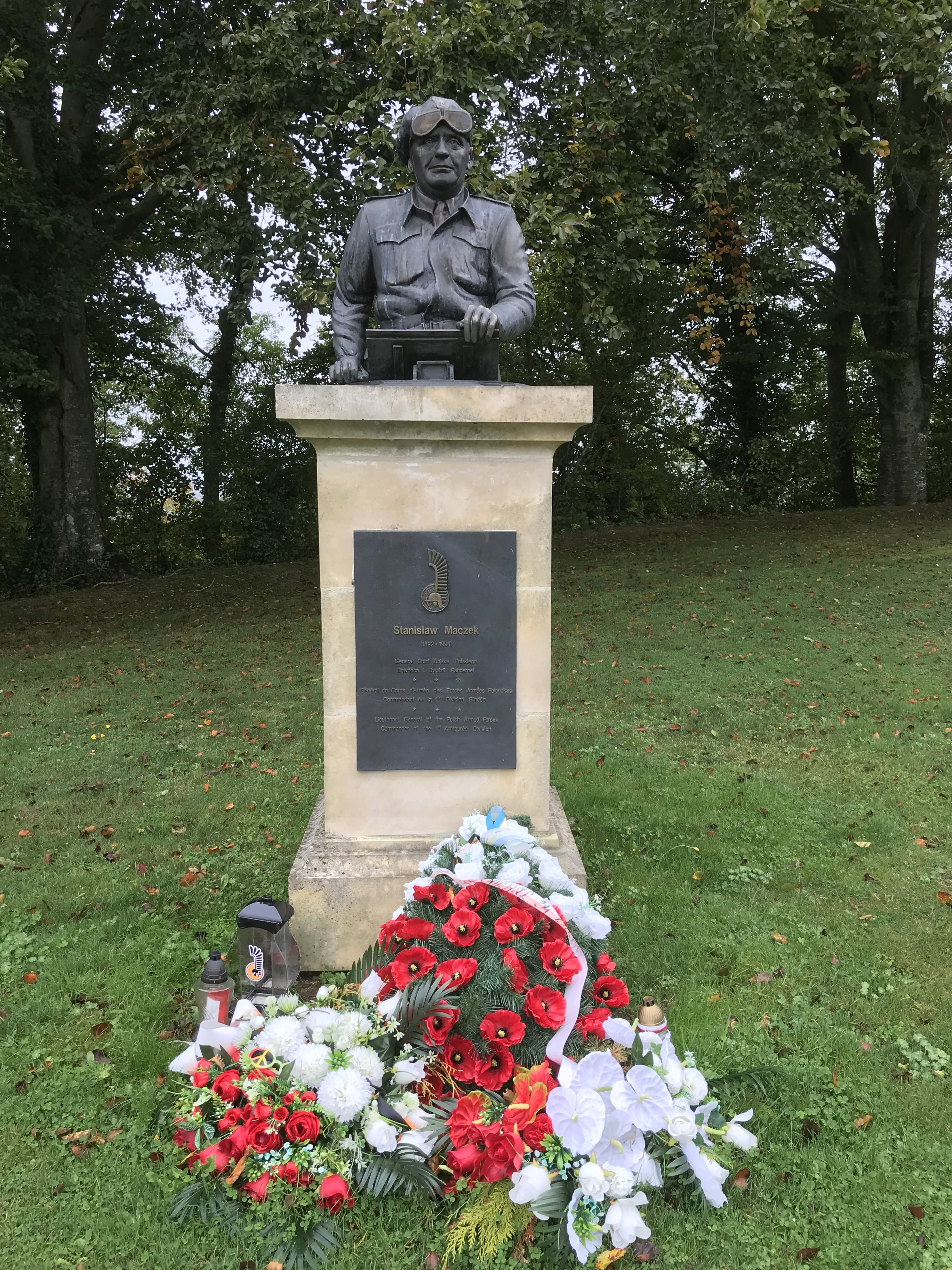
Buste van generaal Stanisław Maczek
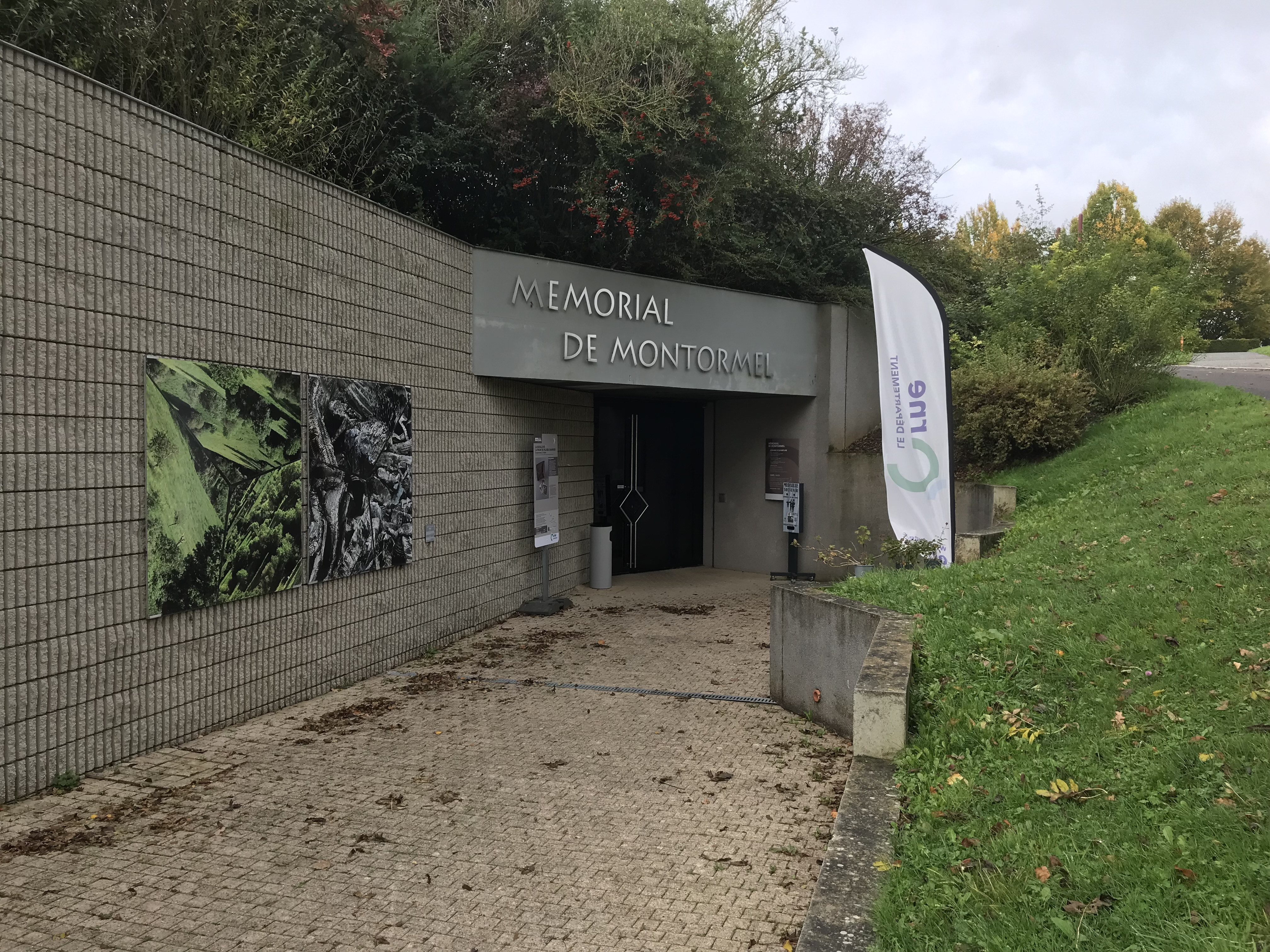
Entree museum
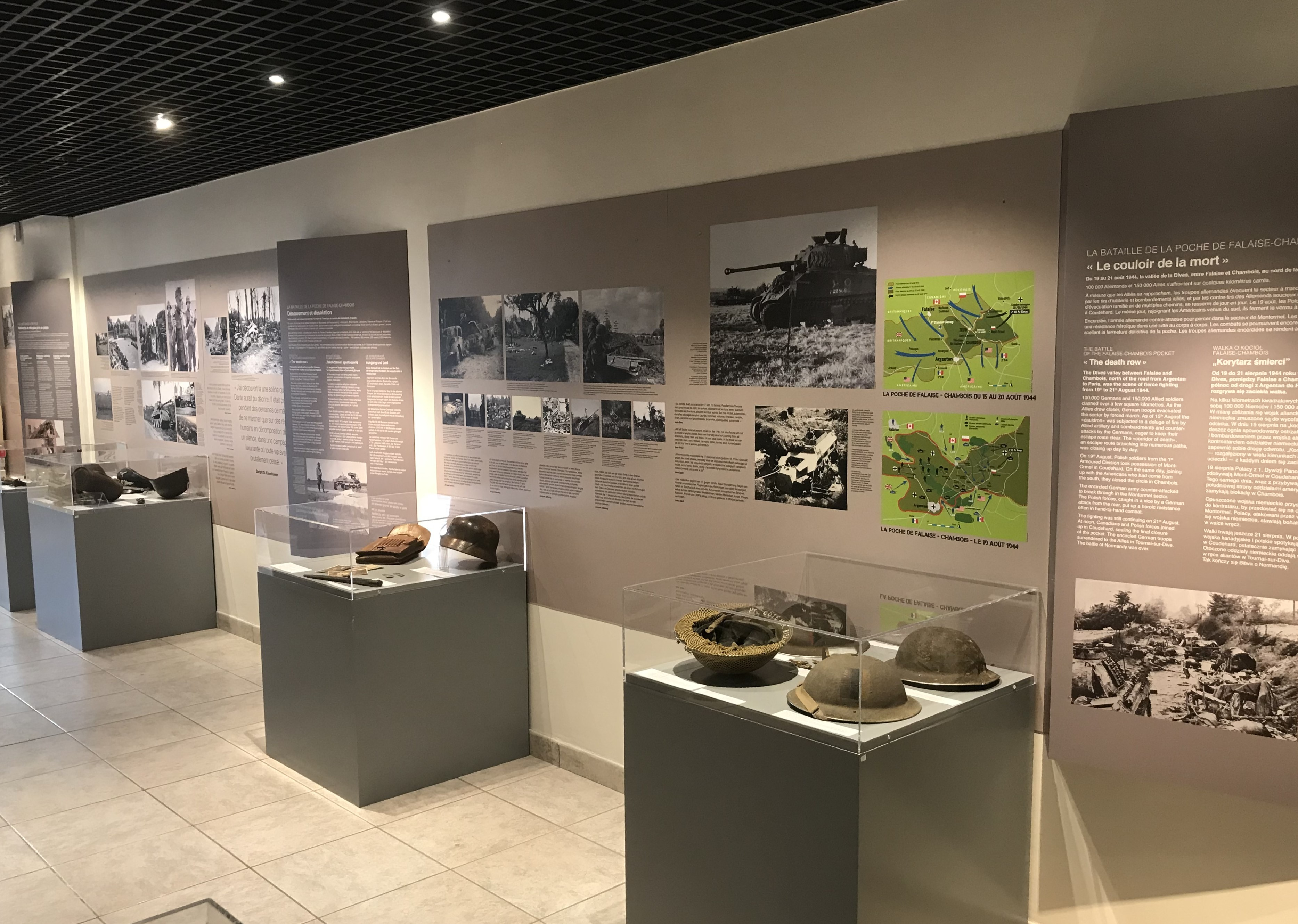
Een van de zalen
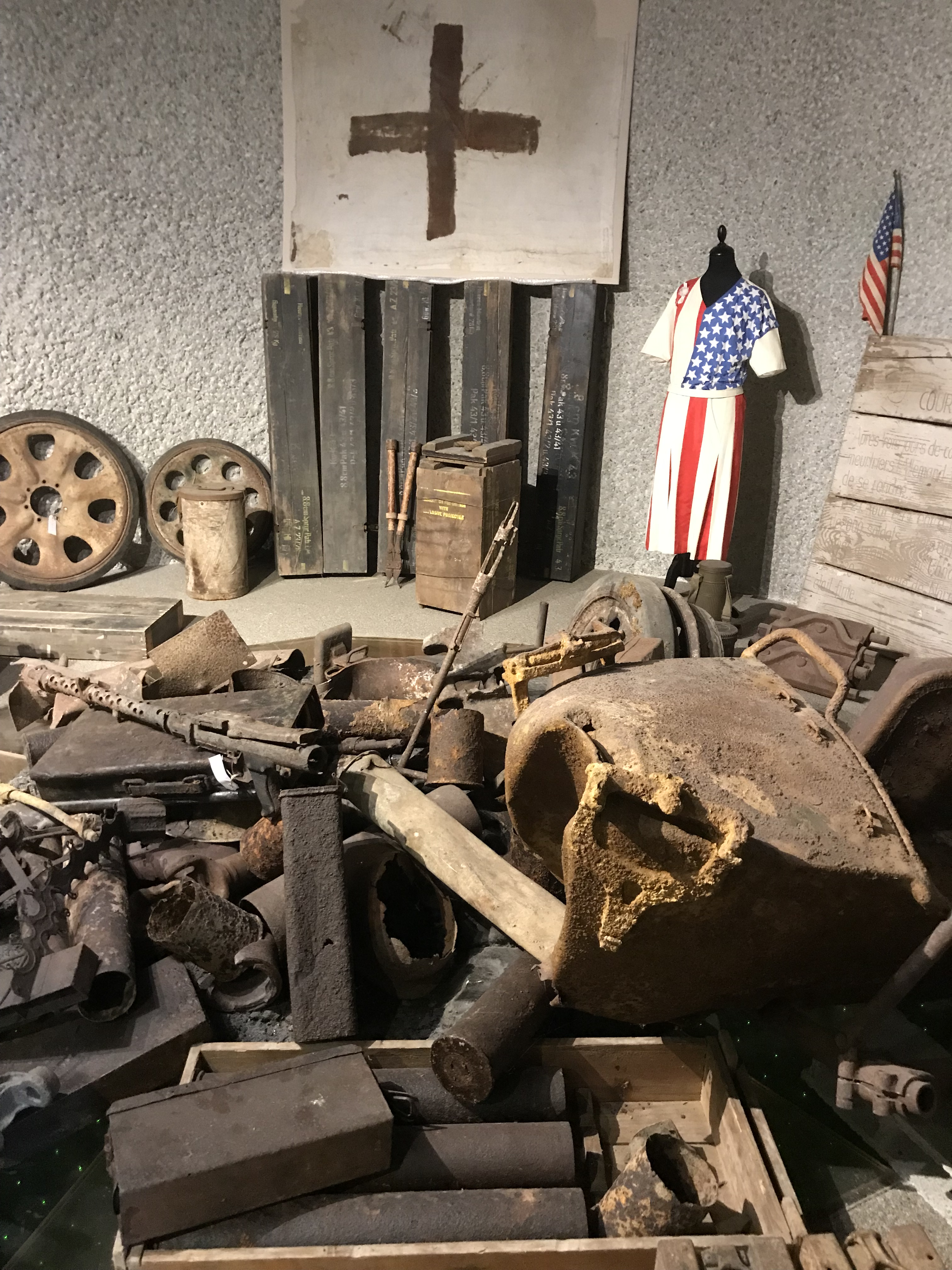
Verzameld materiaal van de slag